# Musée Magritte
Ne doit pas être confondu avec Musée René Magritte.
Le musée Magritte (en néerlandais : Magritte Museum) est une section des musées royaux des Beaux-Arts de Belgique (MRBAB) logée dans l'Hôtel du Lotto, un édifice qui fait partie du vaste ensemble architectural de style néo-classique de la place Royale de Bruxelles.

## Historique
Le musée Magritte est implanté dans un ancien bâtiment de style néo-classique datant de la fin du XVIIIe siècle et faisant partie d'un ensemble architectural construit après l'incendie du palais du Coudenberg en 1731. Au cours des siècles, les propriétaires se sont succédé pour le transformer en hôtel, en bijouterie et enfin en musée.
La place Royale et les bâtiments qui l'entourent sont un témoignage historique de la Belgique sous l'Ancien Régime et de son indépendance. C'est sur cette place que se déroula la cérémonie d'intronisation du prince Léopold de Saxe-Cobourg, roi des Belges, le 21 juillet 1831, soit cinquante ans après sa construction. 
Le bâtiment se transformera alors en hôtel pour voyageurs pendant plus d'un siècle où il sera revendu à un bijoutier au début du XXe siècle.
En 1951, les façades et portiques bordant la place Royale furent reconnus pour leur intérêt architectural et historique et furent définitivement protégés de toute modification par arrêté de classement sur la liste du patrimoine de Belgique.
Les musées royaux des Beaux-Arts de Belgique investirent les lieux en 1962 et l'hôtel Altenloh fut transformé en musée. D'importants travaux de rénovation furent réalisés dans les années 1980 et l'intérieur du bâtiment fut profondément transformé.
L'importance de la collection d'œuvres de René Magritte et la renommée internationale de celui-ci méritait un espace consacré à la communication de l'artiste et de son œuvre. En 2007, le projet d'un futur musée Magritte dans l'ancien hôtel Altenloh vit le jour, les travaux commencèrent l'année suivante pour s'achever en 2009.
Inauguré le 20 mai 2009, le musée Magritte a ouvert ses portes au public le 2 juin 2009 dans un bâtiment de 2 500 m2 appartenant aux Musées royaux des beaux-arts de Belgique. Les œuvres présentées proviennent principalement de dons ainsi que des legs d'Irène Scutenaire-Hamoir (plus d'une vingtaine de peintures, d'une vingtaine de gouaches, d'une quarantaine de dessins, etc.) et Georgette Magritte.

## Description
Plus riche collection du monde consacrée à Magritte, elle comporte plus de 150 œuvres composées d'huiles sur toile, gouaches, dessins, sculptures et objets peints, ainsi que des affiches publicitaires, partitions de musique, photos vintage et films réalisés par l'artiste. Réparti sur trois étages, le musée propose un parcours chronologique et thématique de l'œuvre de Magritte qui débute au dernier étage avec sa période constructiviste et ses contacts avec le groupe 7 Arts, pour se terminer sur une dernière partie intitulée Le Domaine enchanté, consacrée aux recherches de Magritte sur la répétition ainsi qu'aux grandes images magrittiennes focalisées autour de L'Empire des lumières et du Domaine d'Arnheim.
Le musée aborde des aspects généralement peu traités de l'œuvre de Magritte. Ainsi, la dernière salle montre comment la fin de vie de Magritte fut marquée par une approche commerciale, le peintre se contentant de reproduire ses toiles à succès, sans véritable innovation. Toutefois, cela n'excluait pas un travail sur la signification de la reproduction sérielle, avec d'infimes variations.

## Divers
Il existe, au nord-ouest de Bruxelles (à Jette), un autre musée René Magritte, premier du nom, inauguré en 1999 dans la maison que le peintre surréaliste a occupé durant 24 ans.
En raison de l'exiguïté des salles d'exposition, le musée interdisait la prise de note et de croquis jusqu'en 2016, date à laquelle plusieurs associations et militants ont fait changer le musée d'avis. Il est désormais également autorisé de prendre des photographies dans l'enceinte du musée, à l'exception de certaines œuvres dont les collectionneurs privés ont demandé à faire respecter le droit d'auteur.

## Sources